# Ordine di Pouono
L'Ordine di Pouono è un ordine cavalleresco del regno di Tonga.

## Storia
L'Ordine venne fondato nel 1893 da re George Tupou II come la massima onorificenza concessa dallo stato di Tonga e, nel rispetto delle tradizionali regole degli ordini europei, la sua concessione fu limitata ad una sola classe, quella di collare.
Il collare spetta di diritto ad ogni sovrano di Tonga e può essere concesso anche a sovrani e capi di Stato stranieri in segno di amicizia.

## Classi
L'Ordine dispone dell'unica classe di Cavaliere/Dama di Gran Croce con Collare che dà diritto al post nominale K.G.C.C.P.

## Insegne
- Il collare è in oro, con figure alternate di colombe con rami d'ulivo, tre spade incrociate e stelle a sei punte, queste ultime smaltate di bianco. Il tutto termina con una corona reale in oro che sostiene la medaglia, costituita da una croce maltese bianca bordata d'argento ed avente una spada d'oro ad ogni incrocio dei bracci. Al centro si trova un medaglione d'argento riportante una figura femminile in oro, il tutto cerchiato di rosso riportante in oro il motto "KO E OTUA MO TONGA KO HOKU TOFI'A" ("Dio e Tonga sono il mio patrimonio").
- La placca dell'Ordine consiste in una stella raggiante d'oro a sette braccia maltesi avente al proprio interno un disco smaltato di bianco recante in oro una figura femminile, il tutto contornato di rosso con il motto in oro.
- Il nastro è rosso con tre strisce bianche.